# Attentat de la NOS
L'attentat de la NOS a lieu le 29 janvier 2015, au Media Park d'Hilversum, aux Pays-Bas. Il vise le centre de diffusion des médias publics néerlandais.

## Incident
À 19 heures 46 (heure locale), un homme de 19 ans, originaire de Zoetermeer et étudiant en chimie à l'université de technologie de Delft, mais résident à Pijnacker, se présente à la réception du siège de la Nederlandse Omroep Stichting (NOS). Tarik Z., portant un costume et une cravate, demande à passer en direct au journal télévisé de 20 heures, le NOS Journaal, déclarant ne pas agir seul. Il affirme que huit bombes radioactives sont placées dans le pays, et que ce dernier serait prochainement la cible de cyber-attaques. Il a réussi à entrer dans le bâtiment après avoir menacé un garde avec un faux pistolet muni d'un silencieux. Alors qu'il le force à lui indiquer l'emplacement des bureaux éditoriaux, le bâtiment est évacué et la police établit un périmètre de sécurité autour de ce dernier.
Le garde le conduit sur un plateau de tournage, mais pas celui du journal télévisé. Cependant, tous les canaux d'émission sont coupés, les journalistes ayant quitté leurs locaux et le journal n'ayant pas commencé. Le garde est alors retenu en otage par Tarik Z., affirmant que celui-ci pourrait partir quand il serait passé à l'antenne. Le preneur d'otage affirme, disant représenter un groupe de 98 hackers : « Nous avons été engagés par les services secrets et avons entendu des choses qui mettent la société actuelle en péril. Et nous allons les révéler maintenant. ».
À 8 heures 10 les policiers la composant font irruption dans le studio. L'otage en profite pour s'enfuir et Tarik Z. jette son arme factice à terre. Il est évacué vers un centre de rétention. Le bâtiment est fouillé à la recherche d'explosifs, mais rien n'est trouvé.

## Enquête
Une « enquête à grande échelle » est menée pour connaître les motifs de l'assaillant. Elle montre que Tarik Z. était intéressé par la politique, les thèses conspirationnistes et le pouvoir des compagnies privées. Il voulait agir de façon conséquente contre le capitalisme.
Cet incident se produit 22 jours après l'attentat contre Charlie Hebdo et, bien que n'ayant pas été commandité par l'État islamique, il remet en question la sécurité des médias néerlandais. Le bourgmestre d'Hilversum, Pieter Broertjes, déclare qu'une « équipe spéciale pour les médias » avait été formée après les événements de Paris dans sa ville qui abrite la plupart des sièges des médias. Le directeur de la NOS, Jan de Jong, assure pour sa part que la sécurité autour du bâtiment a été renforcée. Le chef de la police municipale, André Wielandt, note que les attentats de Paris avaient permis une réponse rapide à cet incident, qui se produisit près du lieu de l'assassinat de Pim Fortuyn, en 2002.
Le 30 janvier, la police affirme que Tarik Z. n'a aucun lien connu avec quelque organisation terroriste, et qu'il a agi seul alors qu'il devra répondre des chefs d'accusation d'enlèvement, menaces et détention illégale d'armes. Il comparaît à cette même date devant un juge qui prolonge de quatorze jours sa détention préventive. Le Premier ministre Mark Rutte parle d'« un incident grave ». « Cela montre à nouveau que nous devons être et rester alertes et attentifs ». L'homme est finalement condamné à 30 mois de prison.